# Terme

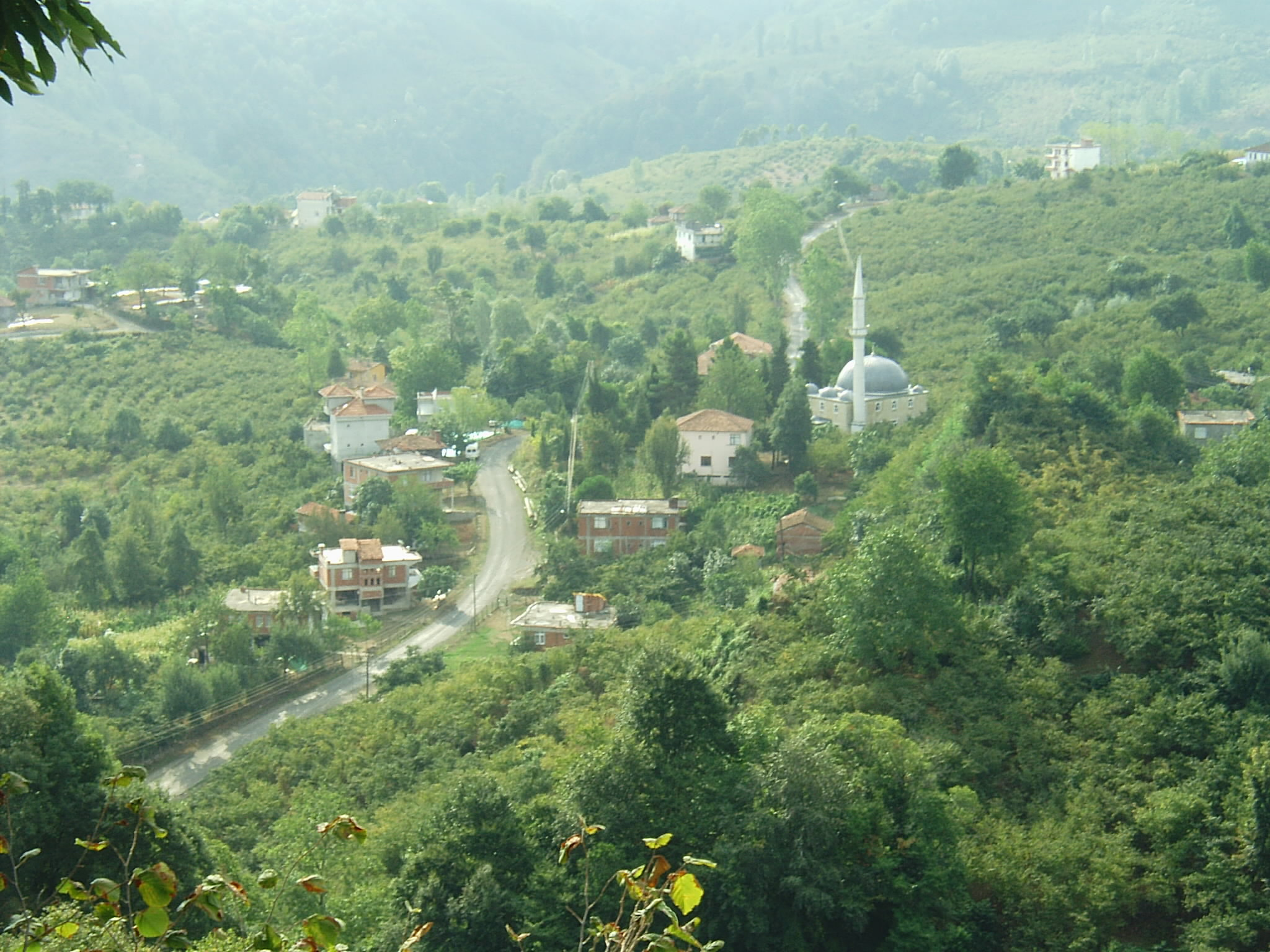
Kuşça Mah.

Terme  ist eine Stadtgemeinde (Belediye) im gleichnamigen Ilçe (Landkreis) der Provinz Samsun an der türkischen Schwarzmeerküste und gleichzeitig eine Gemeinde der 1993 geschaffenen Büyüksehir belediyesi Samsun (Großstadtgemeinde/Metropolprovinz). Seit der Gebietsreform 2013 ist die Gemeinde flächen- und einwohnermäßig identisch mit dem Landkreis. Terme ist 5 km von der Schwarzmeerküste entfernt, Das Zentrum der Provinzhauptstadt Samsun liegt 60 km weiter westlich. Durch die Stadt fließt der Fluss Terme Çayı.
Der Landkreis grenzt extern im Süden und Osten an die Provinz Ordu, der Fluss Akçay bildet die Provinzgrenze. Intern bilden im Osten Çarşamba und Salıpazarı die Grenze.
Terme liegt an der Europastraße 70 (Fernstraße D 010) zwischen Ünye im Osten und Çarşamba im Westen.
Terme war bereits vor Gründung der Türkischen Republik (1923) ein Landkreis (bzw. als Vorgänger Kaza). Er bestand (bis) Ende 2012 neben der Kreisstadt aus neun Stadtgemeinden (Belediye) Ambartepe, Bazlamaç, Evci, Gölyazı, Hüseyinmescit, Kocaman, Kozluk, Sakarlı und Söğütlü sowie 58 Dörfern (Köy), die während der Verwaltungsreform 2013 in Mahalle überführt wurden. Die neun existierenden Mahalle der Kreisstadt blieben erhalten, während die Mahalle der Belediye lokal vereint wurden. Dadurch und durch die Herabstufung der Dörfer zu Stadtvierteln/Ortsteilen stieg deren Zahl auf 76 an. Den Mahalle stand (und steht ein) Muhtar als oberster Beamter vor.
Ende 2020 lebten durchschnittlich 877 Menschen in jedem der nun 82 Mahalle, 9.560 Einw. im bevölkerungsreichsten (Fenk Mah.), gefolgt von Yeni (3.215).